# 新蟻屬
冥界新蟻（学名：Apomyrma stygia）分布於西非，於1970年首次描述，為新蟻屬的唯一成員，隸屬於化，鈍針蟻亞科（Amblyoponinae）钝針蟻族（Amblyoponini）。雄王類新蟻（Opamyrma hungvuong）和該物種近緣。該物種推測生活於熱帶森林中，專食倍足綱（蜈蚣等之类）。

## 外部連結
- Saux, Corrie; Fisher, Brian L.; Spicer, Greg S. . Molecular Phylogenetics and Evolution. November 2004, 33 (2): 457–468  [2019-05-04]. PMID 15336679. doi:10.1016/j.ympev.2004.06.017. （原始内容存档于2019-05-04）.
- 维基共享资源上的相關多媒體資源：Apomyrma stygia